# Club Deportivo Cayón
O Club Deportivo Cayón, é uma equipe da Espanha sediada em Sarón, Santa María de Cayón, na comunidade autônoma da Cantábria. Atualmente disputa a Tercera División, no Grupo 3 (Cantábria).